# Mi fracaso personal
Mi fracaso personal es el primer álbum de Astrud. 
El álbum está formado por doce canciones, todas escritas y compuestas por Manolo Martínez excepto la octava, Bailando, una versión del tema homónimo del grupo belga Paradisio, que se convirtió en el primer sencillo del álbum.
En el libreto que acompañaba el disco, las canciones aparecían con un título notablemente diferente al que podía leerse en la contraportada del mismo; así por ejemplo la primera canción, Esto debería acabarse aquí, aparece en el libreto como Somos lo peor. En el libreto, además, no aparecen dos canciones: Mi fracaso personal (que a pesar de dar título al álbum, fue grabada casi medio año antes que el resto de canciones, en julio de 1998) y la ya citada Bailando.

## Lista de canciones
| N.º | Título                                                       | Duración |  |
| 1.  | «Esto debería acabarse aquí»                                 | 3:53     |  |
| 2.  | «Miedo a la muerte estilo imperio»                           | 3:40     |  |
| 3.  | «Es increíble»                                               | 3:47     |  |
| 4.  | «Tres años harto»                                            | 3:57     |  |
| 5.  | «Vamos al amor»                                              | 2:36     |  |
| 6.  | «No estaría mal no tener que saber qué es lo que va a pasar» | 2:41     |  |
| 7.  | «La nostalgia es un arma»                                    | 3:44     |  |
| 8.  | «Bailando»                                                   | 2:32     |  |
| 9.  | «Mi fracaso personal»                                        | 2:21     |  |
| 10. | «El amor era esto»                                           | 3:41     |  |
| 11. | «Atención»                                                   | 3:34     |  |
| 12. | «Cambio de idea»                                             | 3:37     |  |

- Datos: Q9032188